# ZAD

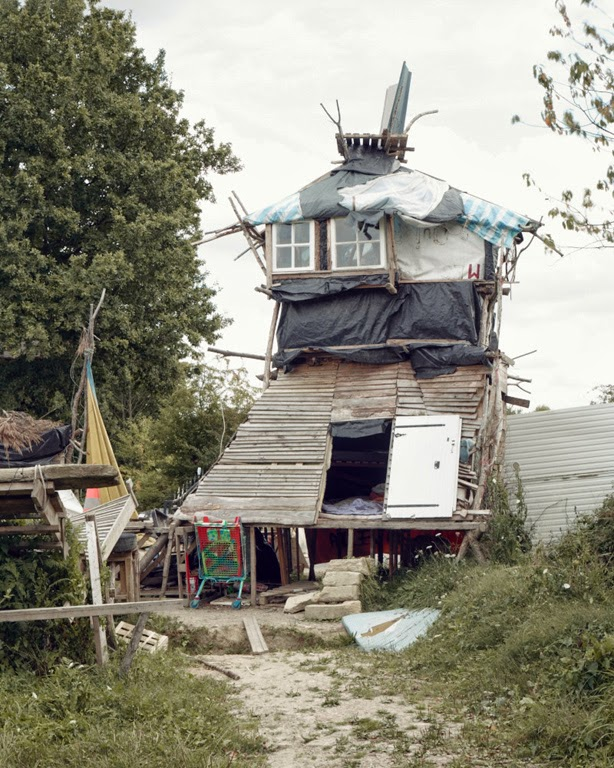
ZADの建造物の一つ。警察による強制立ち退きに備えて見張り台としての役割を果たしている（2016年）

ZAD (ザッド、フランス語: Zone à défendre）とは、フランス語の造語であり、開発プロジェクトを物理的に阻止することを目的としたスコッター行為を指す。

## 概要
ZADは特に生態学的・農業的な側面を持つ地域で組織されており、特にナントの北にあるノートル＝ダム＝デ＝ランドでのグラン・ウェスト空港計画を撤回に追いやったとされる"永久封鎖村"が特筆される。しかし、ルーアンやデシーヌ＝シャルピューなどの都市部の占拠においてもこの名称が使われるようになっている。運動当初のスローガンの一つは「ZADあらゆる場所に」（フランス語: ZAD partout）であり、公式な数字はないが、2016年初頭にはフランス全土で10から15のZADが存在していたと推定されている。

## 語源
"ZAD"は「守るべき土地」を意味し、"開発整備予定地域（フランス語: zone d'aménagement différé）"の略称を捩った名称である。
2016年版のプチ・ロベール辞書には、"ザディスト"（フランス語: zadiste）の語が "環境にダメージを与える開発計画に反対するためにZADを占拠する活動家 "として収録された。

## 沿革

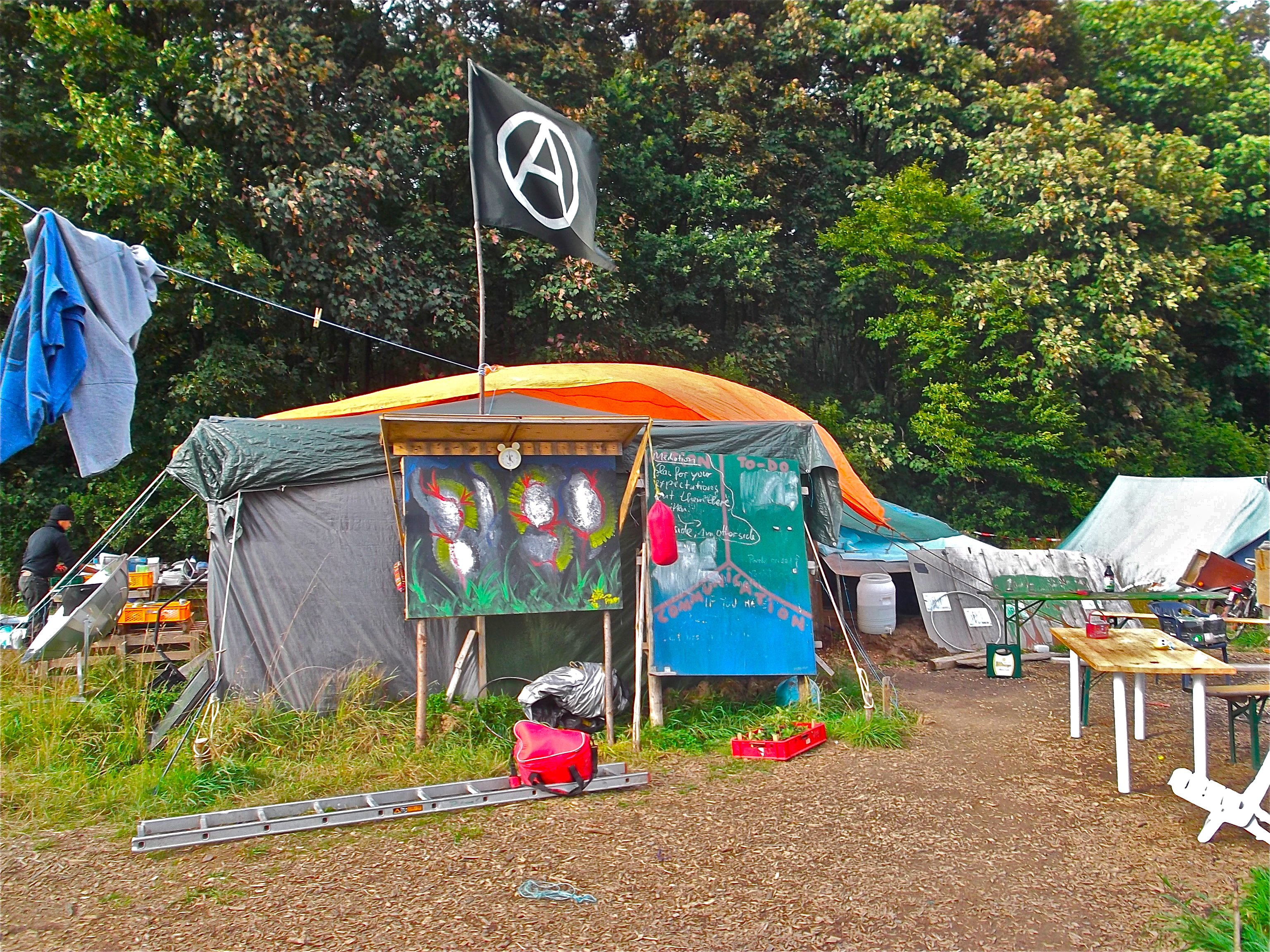
ハンバッハのZAD

フランスでは、2010年代初頭におけるノートル＝ダム＝デ＝ランドでの空港建設計画反対運動がきっかけとなって、この語が広まった。ZAD運動は、環境を守るための大規模なインフラプロジェクトに対する挑戦、必要であれば国家権力との対立も辞さない地域住民による土地の将来についての決定権、資本主義経済の拒否から始まっている。ZAD運動の前身に相当する、フランスでの最も有名な運動としては、ラルザック闘争（1971年-1981年）や、イゼール県のクレイス・マルヴィル（1977年）とプロゴフ（1970年代と1980年代）でそれぞれ計画された原子力発電所建設に対する抗議行動がある。
2012年秋のノートルダム・デ・ランデでのコミューン強制退去が失敗に終わって以降、フランスではZADが増殖している。ZADの強制退去失敗後に最初に設置されたのは、2012年の冬に始まったオーシャン社による不動産プロジェクトに対抗して占拠されたルーアン近郊のZADブイヨン農場であった。このほかにも、活動家のレミ・フレイスがフランス警察の鎮圧行動により死亡したタルヌ県のシヴァン・ダム計画への反対、イゼール県シャンバランの森でのセンター・パークス社の休暇村計画への反対、そして最近では"Cigéo"(フランス語:Centre industriel de stockage géologique）と呼ばれるビュール （ムーズ県）での核廃棄物貯蔵計画への反対などが最もよく知られている事例である。
フランス国外では、ドイツ・ハンバッハの森の占領、イタリア・ヴァル・ディ・スーサでの反トリノ・リヨン高速鉄道運動、イギリスのロンドン・ヒースロー空港拡張に抗議する「Grow Heathrow」占拠など、ZADのコンセプトに似た活動がある。

## 主な活動
| サイト                        | 県                           | 反対の対象                     | 状況（活動期間） |
| ----------------------------- | ---------------------------- | ------------------------------ | ---------------- |
| ZAD L'Amassada                | アヴェロン県                 | 変電所                         | 2014-2019年      |
| ZADビュール                   | ムーズ県                     | 原子力廃棄物貯蔵施設           | 2015-2018年      |
| ZADムーラン                   | バ＝ラン県                   | 高速道路                       | 2017-2018年      |
| ZADノートル＝ダム＝デ＝ランド | ロワール＝アトランティック県 | 新空港(中止)                   | 2009年           |
| ZADロワボン                   | イゼール県                   | センター・パークス社による開発 | 2014年           |
| ZADテステット                 | タルヌ県                     | ダム (中止)                    | 2011-2015年      |

### L'Amassada
2014年、アヴェロン県サン・ヴィクトール・エ・メルヴューにおいて、風力発電を始めとする再生可能エネルギーによる電力を配電するためにフランス電力（EDF社）の子会社である電力輸送連絡網（RTE社）が進める変電所建設への対抗を目的として、「ZAD de l'Amassada」が設立された。 "L'Amassada"とは、オック語で「集会」を意味する。
2016年には、"風週間"と称して7ヘクタールの敷地にさらに多くの団結小屋が建てられ、ビュール、ロワボン、ヴァル・ディ・スーサなど他のZADからの支援を受けた。プロジェクト進行を遅らせるための方法として、136人が3,300m²以上の土地の個人所有者となったため、RTE社が個別に買い取らなければならないことになった。
RTE社は2018年6月にプロジェクトの公共事業宣言を取得したため、立ち退き実施が認められた。そして、2019年1月には不法占拠者たちに立ち退き命令が出され、1日滞在するごとに2000ユーロの罰金が科せられると警告された。2月には退去を拒絶する者たちが居座る敷地に対して警察の強制捜査が行われ、5人が逮捕された。7月の裁判を前に、逮捕された5人のうち2人はZADへの立ち入りを禁じられ、3人はアベロン県への入境が禁止された。
2019年10月、ZADは立ち退きを余儀なくされた。11月に行われた抗議デモ行進では、花を持った300人が集ったが、これに対して警察は催涙ガスを使って群衆を鎮圧し、数人を逮捕した。

### ビュール
ムーズ県ビュールのZADは、ムーズ・オート=マルヌ地層研究所として知られる核廃棄物貯蔵施設の拡張に抗議している。フランスの原子力産業は毎年、約13,000立方メートルの有毒放射性廃棄物を排出している（換言すると、フランス人1人当たり2キログラム、二階建てバス120台分に相当する）。国の承認を得れば、2025年以降、この廃棄物はすべてビュールの地下に保管されることになる。
2004年以降、ビューレの中心部には反原発のメゾン・ド・ラ・レジスタンス（抵抗の家）があり、抗議活動の本部として機能している。マンドレ・アン・バロワの森の中にある、建築計画による破壊が見込まれる土地の一部が、2015年に占拠された。
2017年に行われたデモに対しては、警察が放水銃を使用し、催涙ガス弾やスタングレネードを発射。 負傷したデモ参加者は30人で、そのうち3人が入院した。うち27歳の男性は爆発したGLI-F4催涙手榴弾を脚に受けて、長さ13センチメートル・深さ3センチメートルの穴傷を負った。
2018年、マンドレ・アン・バロワの占領地は強制退去させられた。そこには30人が居住していたが、彼らはメゾン・ド・ラ・レジスタンスに引き上げた。当時の内務大臣、ジェラール・コロンジェラール・コロンは "フランスに無法地帯があることを望んでいない"と述べた。
立ち退き後、敷地の再占拠を求める声が上がっており、この脅威に対抗するために大規模な警察部隊が現場に駐留した。

### ムーラン
ZAD du Moulinは、バ＝ラン県ストラスブール近郊に、建設される予定のGCO（フランス語：Grand contournement ouest）とも呼ばれるA355高速道路に抵抗するため、2017年に設立された。ストラスブールを通り抜けるA35の混雑を緩和するためのバイパスとして設定された24キロの高速道路案に沿って、8つの団結小屋が建てられた。建設費用は5億ユーロを超える予定だった。
ZADは2018年9月に500人の警察によって強制退去させられた。欧州議会議員のカリマ・デリやジョゼ・ボヴェらは、道路を止めるための闘争に連帯してデモ隊に参加していたが、デリは警察から顔と口に催涙ガスを吹きかけられ、意識を失って倒れた。ボヴェは "この暴力は容認できない "と述べた。

### ノートル＝ダム＝デ＝ランド

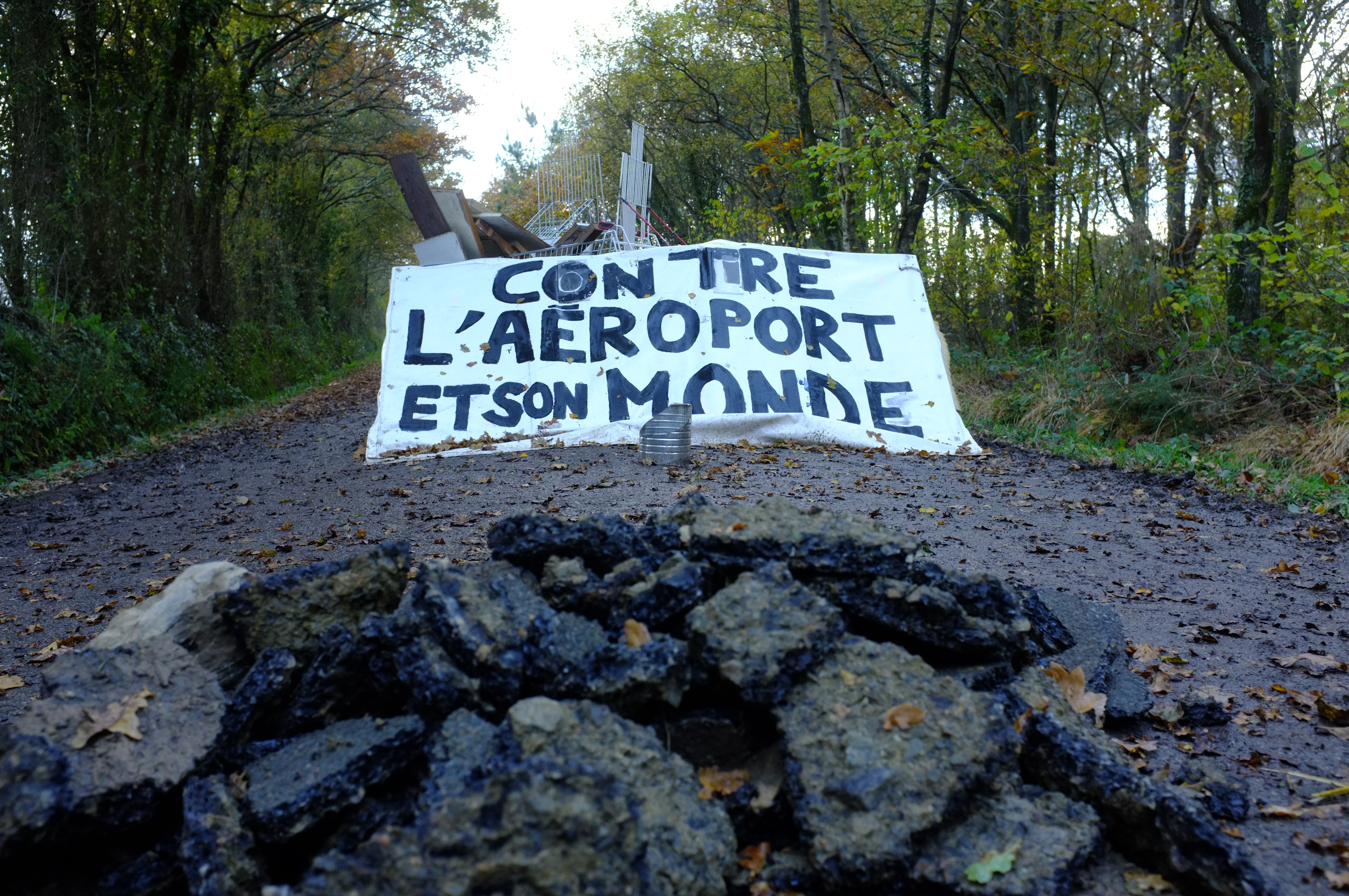
ZAD de Notre-Dame-des-Landesのバリケード（2012年）。「空港と彼の世界に抗して」とある。

ZADノートルダム・デ・ランデ（ZAD NDDL）は、フランスのZADの中でも最もよく知られている。ナントに近いロワール=アトランティック県にある大部分が農地の1,650ヘクタールもの非常に大規模な土地であり、これを接収しようとするフランス国家による組織的な目論見に抵抗して、全国的に有名になった。
占拠者たちは、ナント・アトランティック空港に代わる新空港として計画されていたグラン・ウエスト空港に反対して、長期に亘る闘争を行った。2018年、新空港計画の撤回が発表されるとともに、占拠者に対して春までの退去が宣告された。2018年4月、フランス国家が自治区の支配権を取り戻そうとする中、大規模な立ち退き作戦が始まった。4月19日からの10日間の間に、警察は1万1000回の発砲をした。
立ち退きは4月26日に停止され、少なくとも5月14日までは凍結されるとされた。この停戦は、ZADの代表者が28のプロジェクトの法的承認のために交渉したことで実現した。一部のプロジェクトにおいては個別の申し立てに応じられたものの、他のプロジェクトは手続きへの参加を拒否した 。5月17日、立ち退き作業が再開された。

### ロワボン
リヨンとグルノーブルの中間に位置するイゼール県ロワボンのZADは、シャンバラン高原にセンター・パークスによる建設計画に反対するために設立された。「センター・パークスなきシャンバラン」（フランス語: Pour les Chambaran sans Center Parcs、PCSCP）という団体に代表されるように、環境保護活動家たちは2007年からこのプロジェクトに反対している。
この建設計画では、森の中に1000棟近いコテージを建設する予定だったが、2016年12月にリヨン控訴裁判所控訴裁判所 (フランス)が計画に対する3つの認可のうち2つが違法であるとして差止められた。
裁判所は、環境保護主義者による、5,600人を収容する施設からの廃水処理の問題や、水位の変動が76ヘクタールの湿地帯に与える影響への懸念に同意した。裁判所は、保護種喪失の可能性が、600人分の雇用創出の可能性よりも重大であることには同意しなかった。センター・パークス社を保有するピエール & ヴァカンス・グループは、判決を不服として控訴すると発表した。
2018年のZADは、"侯爵家"(フランス語: Marquise)や"南バリケード"（フランス語: Barricade Sud.）などと称する建物を複数持っていた。30人の住人は藁葺きの住居を建設する計画を立て、野菜を栽培したり、家畜を飼ったりしていた。

### テステット
シヴァン・ダム計画によって脅かされたテステット湿地帯の生物多様性保護を訴えるデモが発展し、2011年から2015年まで存在していたZAD du Testetとなった。何度か立ち退きが行われたが、その度に再度占拠された。2014年に植物学者のレミ・フレイスが警察の発砲したスタングレネードによって死亡し、翌年にはダムの建設が中止された。